# Répás (Románia)
Répás románul: Râpaș, falu Romániában, Erdélyben, Hunyad megyében.

## Fekvése
Szászvárostól nyugatra, Lozsádtól északra fekvő település.

## Története
Répás nevét 1396-ban említette először oklevél Repas módon írva.
1430-ban és 1482-ben  p. Repas, mons Kysrepas, v. Nagrep[as] írásmóddal említették, mint káptalani birtokot. 1430-ban Repas ~ Nagrepas határjárását említették egy oklevélben. 1485-ben Répás egy részébe Werbőczy Jánost és feleségét Barancskai Lúciát iktatták be zálogjogon. 1650-ben Répás, 1808-ban Répas és Rübendorf, 1861-ben és 1913-ban Répás formában említették.
A trianoni békeszerződés előtt Hunyad vármegye Szászvárosi járásához tartozott.
1910-ben 134 román lakosából 3 görögkatolikus 131 görög keleti ortodox volt.,

## Források

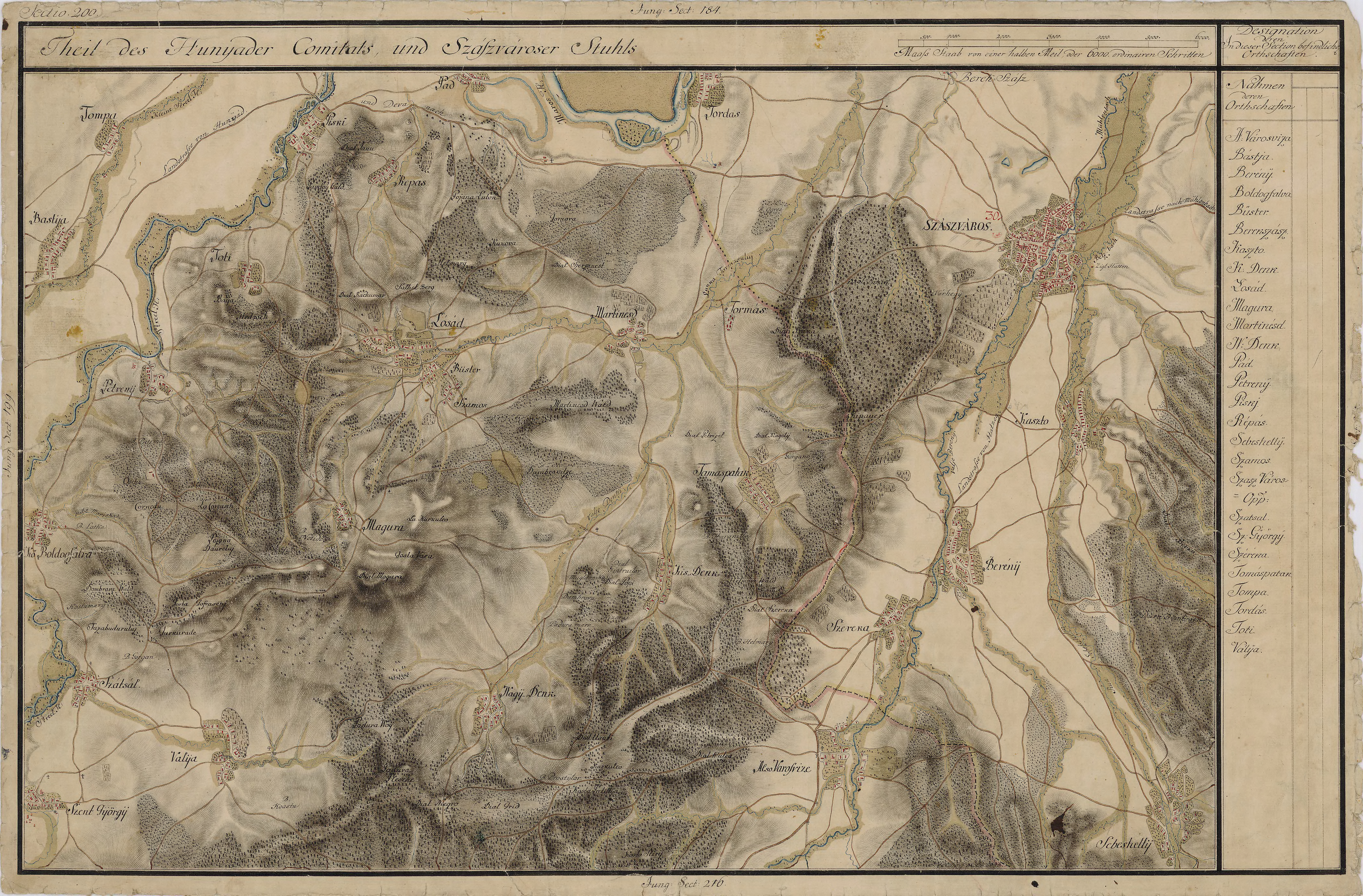
Répás egy régi térképen